# Västerås SK
Västerås SK FK is een Zweedse voetbalclub uit de stad Västerås in het midden van het land. De voetbalafdeling is onderdeel van de omnisportvereniging Västerås SK. De groen-witten zijn een bekende naam in het Zweedse voetbal, mede door successen in de vorige eeuw. Thuiswedstrijden worden gespeeld in de Iver Arena.

## Geschiedenis
In de seizoenen 1955-1957, 1987 en 1997 speelde VSK in de hoogste voetbalklasse. Daarna kwam er een lange periode waarin er in de tweede of derde klasse werd gevoetbald. 

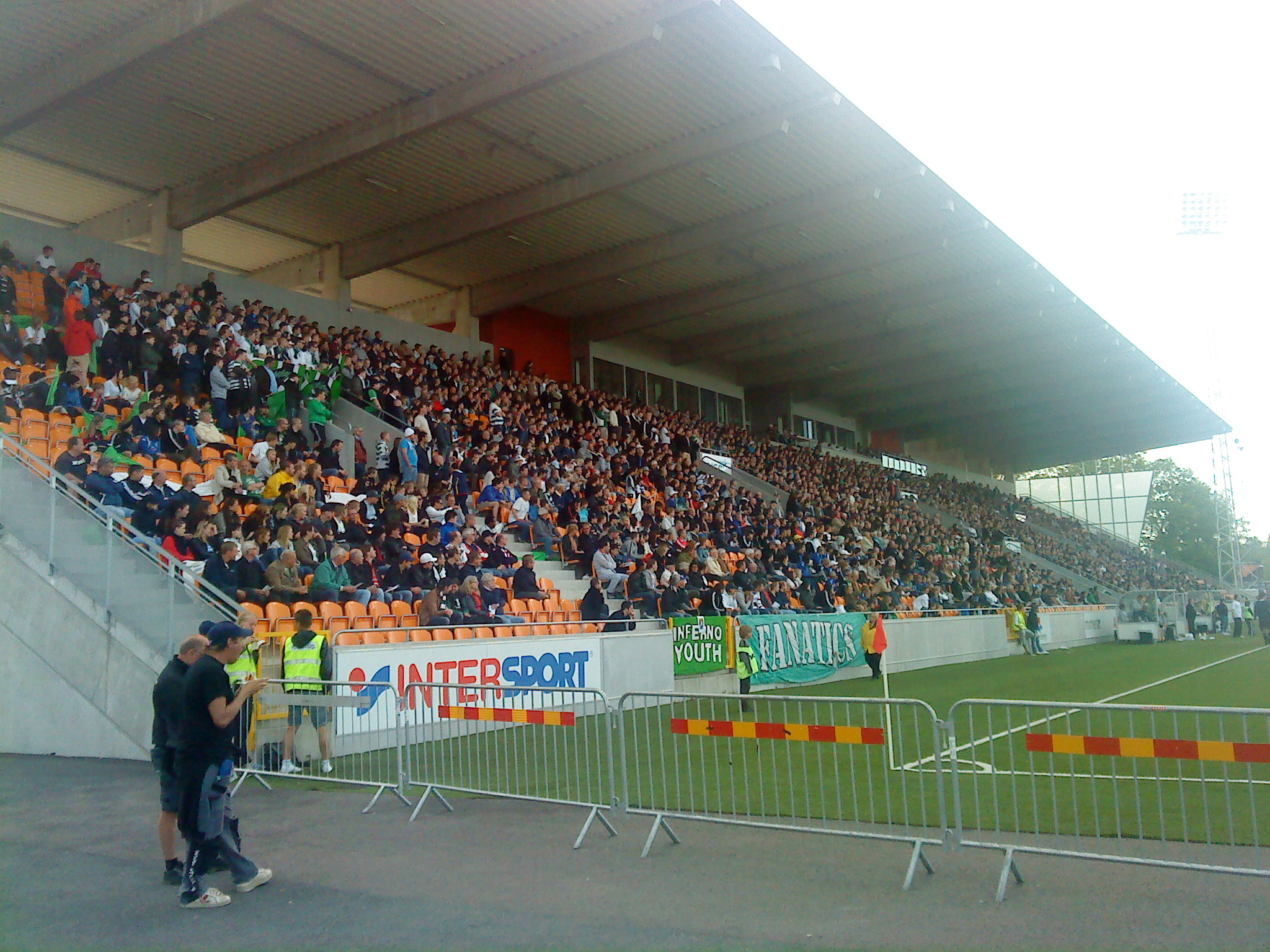
De hoofdtribune in het Swedbank Park

Sinds 2008 speelt men in het Iver Arena in het noorden van de stad, waarvan het stadion in handen is van de gemeente. Voordat men in dit stadion ging spelen, speelde men in het Arosvallen, dat in 1932 werd gebouwd en ook geschikt is atletiekwedstrijden. 
Niet alleen VSK, maar ook Syrianska IF Kerburan, IFK Västerås en BK30 dragen hun thuiswedstrijden uit in het Iver Arena. Het toeschouwerrecord ligt op 6.441 toeschouwers, dat tijdens de stadsderby tussen VSK en Syrianska IK Kerburan op 5 september 2010 werd gehaald. Het stadion biedt maximaal plaats aan 7.000 toeschouwers en kan voor concerten verhoogd worden naar 15.000 plaatsen. 
In 2010 lukte het Västerås om terug te keren naar de Superettan, maar het verblijf zou maar een jaar duren en men degradeerde opnieuw naar de Division 1, het derde voetbalniveau. Na meerdere seizoenen in de middenmoot van de Division 1 werd de club in 2018 kampioen van de zuidelijke groep, waardoor het sinds acht seizoenen weer zou uitkomen in de Superettan. In 2023 werd de club kampioen van deze competitie en keerde zodoende voor het eerst sinds 1997 terug naar de Allsvenskan.

## Eindklasseringen
| 2 |

| 3 |

| 1 |

| 7 |

| 4 |

| 6 |

| 1 |

| 7 |

| 7 |

| 1 |

| 10 |

| 11 |

| 6 |

| 12 |

| 4 |

| 4 |

| 2 |

| 2 |

| 1 |

| 8 |

| 5 |

| 6 |

| 11 |

| 5 |

| 2 |

| 1 |

| 5 |

| 4 |

| 6 |

| 1 |

| 3 |

| 1 |

| 14 |

| 4 |

| 5 |

| 5 |

| 7 |

| 5 |

| 6 |

| 2 |

| 3 |

| 5 |

| 7 |

| 7 |

| 5 |

| 8 |

| 3 |

| 1 |

| 10 |

| 9 |

| 1 |

| 12 |

| 3 |

| 6 |

| 5 |

| 6 |

| 8 |

| 12 |

| 8 |

| 15 |

| 3 |

| 6 |

| 3 |

| 5 |

| 1 |

| 15 |

| 7 |

| 11 |

| 11 |

| 10 |

| 6 |

| 3 |

| 1 |

| 10 |

| 7 |

| 12 |

| 9 |

| 1 |

| 16 |

| Allsvenskan | Superettan | Ettan | Division 2 (Niv. 4) |

Namen Niveau 2:  1926-1986 Division 2; 1987-1999 Division 1. 

Namen Niveau 3:  tot 1987 Division 3; 1987-2005 Division 2; 2006-2019 Division 1.

## Bekende (oud-)spelers
- Jonny Rödlund
- Fredrik Stenman

## Bekende (oud-)trainers
- Remco Boere